# NBA 2K20
NBA 2K20 è un videogioco della serie NBA 2K, successore di NBA 2K19 disponibile su PlayStation 4, Xbox One, Microsoft Windows, e Nintendo Switch. È la ventunesima edizione della serie NBA 2K. Anthony Davis dei Los Angeles Lakers è l'atleta di copertina dell'edizione regolare del gioco, mentre Dwyane Wade è l'atleta di copertina della "Legend Edition".

## Sviluppo e pubblicazione
NBA 2K20 è stato annunciato ufficialmente nella primavera del 2019 con una data di uscita fissata per il 6 settembre 2019. Le copertine sono state svelate il 1º luglio 2019, sebbene entrambe siano trapelate in precedenza. Nonostante Davis sia descritto nel gioco come membro dei Lakers, indossa una maglia generica sulla copertina perché il gioco è stato pubblicato prima che Davis fosse scambiato ufficialmente dai New Orleans Pelicans ai Los Angeles Lakers. Davis fu inoltre uno dei tre giocatori sulla copertina di NBA 2K16. Tutte e tre le versioni del gioco hanno un bonus pre-ordine. È stato pubblicato per Microsoft Windows, Nintendo Switch, PlayStation 4 e Xbox One il 6 settembre 2019.
Le console Xbox One S e Xbox One X hanno ricevuto una versione bundle in edizione speciale, che include un download digitale di NBA 2K20. Una versione limitata del gioco è stata distribuita anche per Android e iOS.

## Modalità di gioco
NBA 2K20 è un gioco di simulazione di basket che, come i precedenti titoli della serie, si sforza di rappresentare realisticamente la National Basketball Association (NBA), oltre a presentare miglioramenti rispetto ai capitoli precedenti. Lo scopo del gioco è principalmente quello di giocare a delle partite di NBA con giocatori e squadre reali o personalizzati; i giochi seguono le regole e gli obiettivi ufficiali dell'NBA. Sono presenti diverse modalità di gioco e molte impostazioni possono essere personalizzate.
Insieme alle squadre e ai giocatori della stagione in corso, i precedenti giochi della serie avevano caratterizzato squadre della NBA di epoche passate, come ad esempio i Chicago Bulls 1995-1996 e i Boston Celtics 1985-1986. NBA 2K20 aggiunge inoltre altre sei squadre di questo tipo.
Per la prima volta nella serie NBA 2K, sono incluse tutte e dodici le squadre della WNBA, incluse la Candace Parker e altre della All-Star WNBA.
Un punto fermo della serie, MyCareer, ritorna come una delle modalità di gioco disponibili. MyCareer è una modalità carriera in cui il giocatore crea il proprio giocatore di basket personalizzabile ed affronta con lui la sua carriera nel mondo del basket. La modalità presenta una trama (con le voci di attori tra cui Idris Elba) che si svolge influenzata da come il giocatore compete nei giochi e nelle attività fuori dal campo. Gli strumenti di creazione sono stati revisionati e migliorati rispetto al passato.
Le modalità di gioco MyGM e MyLeague hanno fatto ritorno, e affidano al giocatore la gestione di tutte le operazioni di basket per una squadra specifica; quest'ultime sono state un punto di enfasi durante lo sviluppo. MyGM è più focalizzata sul realismo, mentre MyLeague offre più opzioni di personalizzazione. La modalità MyGM tenta di introdurre più interazioni in stile filmato rispetto ai giochi precedenti nel tentativo di dare alla modalità una trama, che è soprannominata My GM 2.0.
Per l'ottava volta nella serie NBA 2K20 presenta la modalità MyTeam, una modalità basata sull'idea di creare la squadra di basket definitiva e mantenere una raccolta virtuale di carte collezionabili. I giocatori si riuniscono e giocano con la propria squadra in competizioni in stile torneo di basket contro squadre di altri giocatori in diversi formati. Le attività per una squadra vengono acquisite in vari modi, tra cui pacchetti di carte casuali e la casa d'aste. La valuta virtuale (VC) è ampiamente utilizzata nella modalità.